# 미곡초등학교
미곡초등학교는 대한민국 경기도 안성시에 있는 공립 초등학교이다.

## 학교 연혁
- 1940.03.31 미곡공립심상소학교 설립 인가
- 1940.11.16 미곡공립심상소학교 개교
- 2000.03.10 미곡초교 병설유치원 개원(1학급)

## 참고 자료
- 미곡초등학교 - 한국교육학술정보원 학교알리미